# Richard Kowalski
Richard A. Kowalski (ur. 1963) − amerykański astronom amator; pracuje zawodowo jako fotograf i instruktor lotniczy. Prowadzi poszukiwania planetoid i komet w ramach programu Catalina Sky Survey.
7 listopada 1998 odkrył planetoidę (14627) Emilkowalski.
W 2008 roku odkrył pierwszą planetoidę, która została odkryta przed uderzeniem w Ziemię (2008 TC3). 1 stycznia 2014 odkrył drugą planetoidę (2014 AA), która wkrótce potem spłonęła w atmosferze Ziemi.
Kowalski jest odkrywcą kilkunastu komet, a także odnalazł zaginioną kometę 226P/Pigott-LINEAR-Kowalski.
Jego imieniem nazwano planetoidę (7392) Kowalski.